# Eviota zebrina
Eviota zebrina és una espècie de peix de la família dels gòbids i de l'ordre dels perciformes.

## Morfologia
Els mascles poden assolir els 2,5 cm de longitud total.

## Distribució geogràfica
Es troba des del Mar Roig i el Golf d'Aqaba fins a Indonèsia, Austràlia Occidental, la Gran Barrera de Corall i Tonga.